# ダ・カーポ 〜 GS RADIO 〜
ダ・カーポ〜GS RADIO〜（だかーぽ じーえすらじお）は、ニコニコアニメチャンネルおよびランティスウェブラジオにて2008年9月19日から2009年4月3日まで配信されたインターネットラジオ番組。ニコニコアニメチャンネルでは収録時のパーソナリティの写真など、画像付きの配信となっていた。ランティスウェブラジオでは音声のみの配信。
『D.C. 〜ダ・カーポ〜』シリーズ初の乙女ゲームである『D.C. Girl's Symphony』をサポートするための番組。現在は同様の出演者（スタッフは交代）によるRadio Girl's SymphonyがHiBiKi Radio Stationにて配信中。

## 番組概要

### パーソナリティ
- 鈴木達央　(四之宮稜平役)
- 鈴木裕斗　(四之宮航平役)
- 堀江一眞　(四之宮蒼役)

### 主題歌
- オープニング曲「Cherry's Magic ＆ Love」

作詞・作曲：こだまさおり、作曲・編曲：渡辺拓也、歌：四之宮兄弟（鈴木達央・鈴木裕斗・堀江一眞・羽多野渉）
- エンディング曲「最上LOVER！」

作詞：こだまさおり、作曲：川口進、編曲：渡辺拓也、歌：四之宮稜平（鈴木達央）

### 配信
- 配信期間：2008年9月19日〜2009年4月3日
- 配信サイト：ニコニコアニメチャンネルおよびランティスウェブラジオ
- 更新：毎週金曜日19:00
- 放送時間：40分程度

## 番組コーナー
オープニング
フリートーク。普通のお便り（ふつおた）も読まれる。
双子で鈴木平
身長、体重、顔が同じである四之宮稜平と航平の双子コンビ。この双子を演じる鈴木達央と鈴木裕斗の息はピッタリなのか、様々なチャレンジにより調べるコーナー。
コーナータイトルは、鈴木達央と鈴木裕斗の苗字である「鈴木」に、2人の演じた役名（稜平と航平）に含まれる「平」の字を組み合わせたもの。
「鈴木平」の読み方は、元プロ野球選手の鈴木平と同じく、「すずきたいら」。
四之宮家選手権
毎月1つテーマを決めて、四之宮兄弟の中で誰がそのテーマに最も近いのかリスナーの投票により決めるコーナー。
マジでキャラする5秒前！
リスナーから女の子がドキドキするシチュエーションを募集。
3人のパーソナリティーがゲーム中で演じるキャラになりきり、そのシチュエーションに合った台詞を披露する。台詞がキャラに合っているかどうかは、
D.C. Girl's Symphonyの関係者3人により判定。キャラにそぐわないと判定された場合は、罰ゲームとして「マジィもん」を摂取。
今月の王子！
正統派美形かつ王子様キャラである四之宮蒼。蒼に相応しい服装をリスナーから募集し、蒼を演じる堀江に着てもらうコーナー。

## エピソード
- 番組は2本録り。動画で公開される3人の服装が二週に渡り同じであることからわかる。パーソナリティである鈴木達央からも度々ネタにされる。
- 四之宮兄弟の長男である四之宮渓役を演じる羽多野渉は番組に登場しない。羽多野の話題（名前）も度々上がるが、その時は鈴木達央が番組にいない羽多野をぞんざいに弄る（羽多野の名前をちゃんと読まないなど）のが恒例。
- 堀江はディレクターによる番組開始のキューに気づかないことが多かった。
- 放送上不適切な表現（主に下ネタ）は「ピヨピヨ」というひよこの声で置き換えられる。
- ニコニコアニメチャンネルでは、最終回と合わせてメインパーソナリティー3人の動画メッセージが配信された。リスナーから要望のあった動画の配信が、最終回収録後のメッセージという形で実現した。